# 锡格巴赫
锡格巴赫（德語：Siegbach，得名于同名河流）是德国黑森州的一个市镇。总面积29.08平方公里，总人口2734人，其中男性1366人，女性1368人（2011年12月31日），人口密度94人/平方公里。